# 傑爾諾韋
50°30′6″N 35°15′39″E / 50.50167°N 35.26083°E
德爾諾韋（烏克蘭語：Дернове）是位於烏克蘭東北部的村莊，由蘇梅州奥赫蒂尔卡区的特羅斯佳內茨市鎮負責管轄。該村處於傑爾諾瓦河右岸，海拔高度116米，2001年人口40。